# Mahdi Abdul-Rahman
Mahdi Abdul-Rahman (nato Walter Raphael Hazzard Jr.; Wilmington, 15 aprile 1942 – Los Angeles, 18 novembre 2011) è stato un cestista e allenatore di pallacanestro statunitense, professionista nella NBA.

## Carriera
Venne selezionato dai Los Angeles Lakers come scelta territoriale al Draft NBA 1964.
Con gli Stati Uniti ha disputato i Giochi olimpici di Tokyo 1964.

## Palmarès

### Giocatore
- Campione NCAA (1964)
- NCAA Final Four Most Outstanding Player (1964)
- NCAA AP All-America First Team (1964)
- NCAA AP All-America Second Team (1963)
- NBA All-Star (1968)

### Allenatore
- Campione NIT (1985)